# Liste der Biografien/Wid
Liste der Biografien |
Portal Biografien |
Personensuche
# |
A |
B |
C |
D |
E |
F |
G |
H |
I |
J |
K |
L |
M |
N |
O |
P |
Q |
R |
S |
T |
U |
V |
W |
X |
Y |
Z |
?
 
Wa |
Wc |
Wd |
We |
Wh |
Wi |
Wj |
Wl |
Wn |
Wo |
Wr |
Ws |
Wt |
Wu |
Ww |
Wy |
Wz
 
Wia |
Wib |
Wic |
Wid |
Wie |
Wif |
Wig |
Wih |
Wii |
Wij |
Wik |
Wil |
Wim |
Win |
Wio |
Wip |
Wir |
Wis |
Wit |
Wiv |
Wiw |
Wix |
Wiz
Die Liste der Biografien führt alle Personen auf, die in der deutschsprachigen Wikipedia einen Artikel haben. Dieses ist eine Teilliste mit 360 Einträgen von Personen, deren Namen mit den Buchstaben „Wid“ beginnt.

## Wid
- Wid, Udo (* 1944), österreichischer Maler, Konzeptkünstler und Physiker

### Wida
- Widacki, Jan (* 1948), polnischer Rechtswissenschaftler, Diplomat und Politiker, Mitglied des Sejm
- Widak, Laura (* 1997), deutsche Fußballspielerin
- Widal, Fernand (1862–1929), französischer Mediziner, Bakteriologe und Pathologe
- Widal, Maria (* 1888), deutsche Stummfilmschauspielerin
- Widanow, Pawel (* 1988), bulgarischer Fußballspieler
- Widar, Jarno (* 2005), belgischer Radrennfahrer
- Widau, Alexander (* 2003), deutscher Snookerspieler
- Widauer, Anna (* 1989), österreichische Jazzmusikerin (Gesang, Songwriting)
- Widauer, Nives (* 1965), Schweizer Künstlerin
- Widawski, Bogusław (1934–1986), polnischer Fußballspieler
- Widawski, Dana (* 1973), deutsche Künstlerin

### Widb
- Widby, Ron (1945–2020), US-amerikanischer American-Football-Spieler

### Widd
- Widdecombe, Ann (* 1947), britische Politikerin (Conservative Party), Mitglied des House of Commons und SchriftstellerinAnn Widdecombe (* 1947)

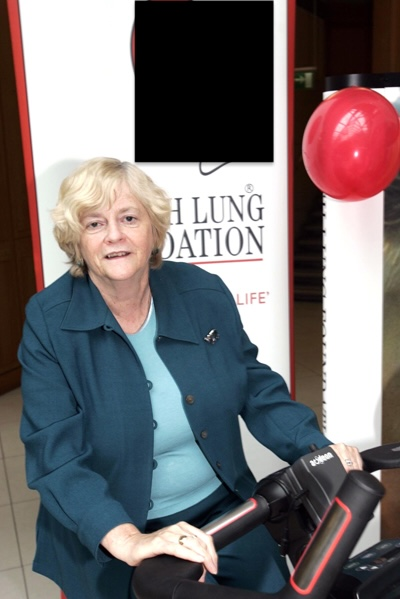
Ann Widdecombe (* 1947)

- Widder, Anton von (1809–1893), deutscher Jurist
- Widder, Bernhard (* 1951), deutscher Mediziner und Ingenieur
- Widder, David (1898–1990), US-amerikanischer Mathematiker
- Widder, Edith (* 1951), US-amerikanische Ozeanographin und Meeresbiologin
- Widder, Ellen (* 1955), deutsche Historikerin
- Widder, Erich (1925–2000), österreichischer Germanist, Theologe und Kunsthistoriker
- Widder, Friedrich Adam (1724–1784), deutscher Mathematiker
- Widder, Gabriel Bernhard von (1774–1831), bayerischer Beamter, Regierungspräsident von Oberbayern
- Widder, Gerhard (* 1940), deutscher Politiker (SPD), Bürgermeister
- Widder, Günter (* 1940), österreichischer Politiker (ÖVP), Landtagsabgeordneter im Burgenland
- Widder, Johann Baptist (1797–1863), deutscher Musiker und Kapellmeister
- Widder, Johann Goswin (1734–1800), pfalz-bayerischer Beamter, Historiker, Topograph, Autor
- Widder, Werner (* 1944), deutscher Generalmajor der Bundeswehr
- Widder, Wilhelm (1879–1954), deutscher Mundartdichter
- Widderich, Heiner (1935–2023), deutscher Politiker (SPD)
- Widderich, Johann David (1684–1743), Lübecker Kaufmann und Ratsherr
- Widdern, Georg Cardinal von (1841–1920), preußischer Offizier und Militärhistoriker
- Widdershoven, Rob (* 1959), niederländischer Rechtswissenschaftler und Hochschullehrer
- Widdicombe, Angus (* 1994), australischer Ruderer
- Widding, Lars (1924–1994), schwedischer Schriftsteller, Journalist und Drehbuchautor
- Widdoes, Lawrence C. (* 1952), US-amerikanischer Informatiker
- Widdop, Jane (* 2002), US-amerikanische schauspielerisch tätige Person
- Widdows, Connor (* 1992), kanadischer Schauspieler
- Widdows, Robbie (* 1961), englischer Dartspieler
- Widdows, Robin (* 1942), britischer Autorennfahrer
- Widdows, Sarah (* 1997), kanadische Schauspielerin
- Widdowson, Elsie (1906–2000), britische Chemikerin und Ernährungswissenschaftlerin
- Widdowson, Samuel (1851–1927), englischer Fußballspieler und -funktionär
- Widdra, Antje (* 1974), deutsche Schauspielerin

### Wide
- Wide, Edvin (1896–1996), schwedischer Leichtathlet
- Wide, Ernst (1888–1950), schwedischer Mittel- und Langstreckenläufer
- Wide, Sam (1861–1918), schwedischer Klassischer Philologe, Klassischer Archäologe und Religionshistoriker
- Widebrand, Friedrich (1532–1585), deutscher evangelischer Theologe
- Wideburg, Heinrich (1587–1648), deutscher lutherischer Theologe und Mathematiker
- Widegern, Bischof von Straßburg
- Widekind, Abt des Klosters Bredelar
- Widekind I., Graf von Schwalenberg und Stammvater der Fürsten von Waldeck
- Widekind I., Graf von Battenberg und Wittgenstein
- Widekind I. († 1291), Graf von Battenberg und Wittgenstein
- Widekind von Grafschaft († 1322), Herr von Burg Berleburg
- Widekind von Wolfenbüttel, Erbauer der Wasserburg Wolfenbüttel und Begründer der Linie „von Wolfenbüttel“
- Widelitz, Stacy (* 1956), US-amerikanischer Komponist
- Widell Zetterström, Jacob (* 1998), schwedischer Fußballtorhüter
- Widelo von Minden († 1119), Bischof von Minden
- Wideman, Chris (* 1990), US-amerikanischer Eishockeyspieler
- Wideman, Dennis (* 1983), kanadischer Eishockeyspieler und -trainer
- Wideman, John Edgar (* 1941), US-amerikanischer Schriftsteller
- Wideman, Lydia (1920–2019), finnische Skilangläuferin
- Widemann, Benoît (* 1957), französischer Fusionmusiker und Informatiker
- Widemann, Dominik (* 1996), deutscher Fußballspieler
- Widemann, Elias (1619–1652), österreichischer Kupferstecher
- Widemann, Jakob († 1536), Figur der mährischen Täuferbewegung
- Widemann, Paul († 1568), deutscher Steinmetz, Bildhauer, Werkmeister und Baumeister
- Widemann, Wilhelm (1856–1915), deutscher Bildhauer, Metallplastiker und Medailleur
- Widemar, Nikolaus, deutscher Buchdrucker der Reformationszeit
- Widemarkter, Caspar von (1566–1621), französischer Offizier und Gesandter
- Widen, Gregory (* 1958), US-amerikanischer Drehbuchautor und Filmregisseur
- Widenbauer, Georg (1875–1960), deutscher Lehrer und Heimatforscher
- Widener, George (* 1962), US-amerikanischer Inselbegabter, Künstler des Art Brut
- Widener, George Dunton (1861–1912), US-amerikanischer Geschäftsmann und ErbeGeorge Dunton Widener (1861–1912)

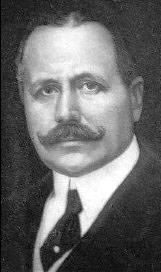
George Dunton Widener (1861–1912)

- Widener, Harry (1885–1912), US-amerikanischer Student und Buchsammler
- Widener, Jeff (* 1956), US-amerikanischer Fotograf
- Widener, Peter (1834–1915), US-amerikanischer Unternehmer und Kunstsammler
- Widenfelt, Göran (1928–1985), schwedischer Zehnkämpfer und Hochspringer
- Widengren, Geo (1907–1996), schwedischer Orientalist und Religionswissenschaftler
- Widengren, Henken (1910–1989), schwedischer Unternehmer und Autorennfahrer
- Widenhofer, Franz Xaver (1708–1755), deutscher Jesuit, Theologe, Philosoph und Hochschullehrer
- Widenius, Michael (* 1962), finnischer Informatiker, Entwickler von MySQL und MariaDBMichael Widenius (* 1962)

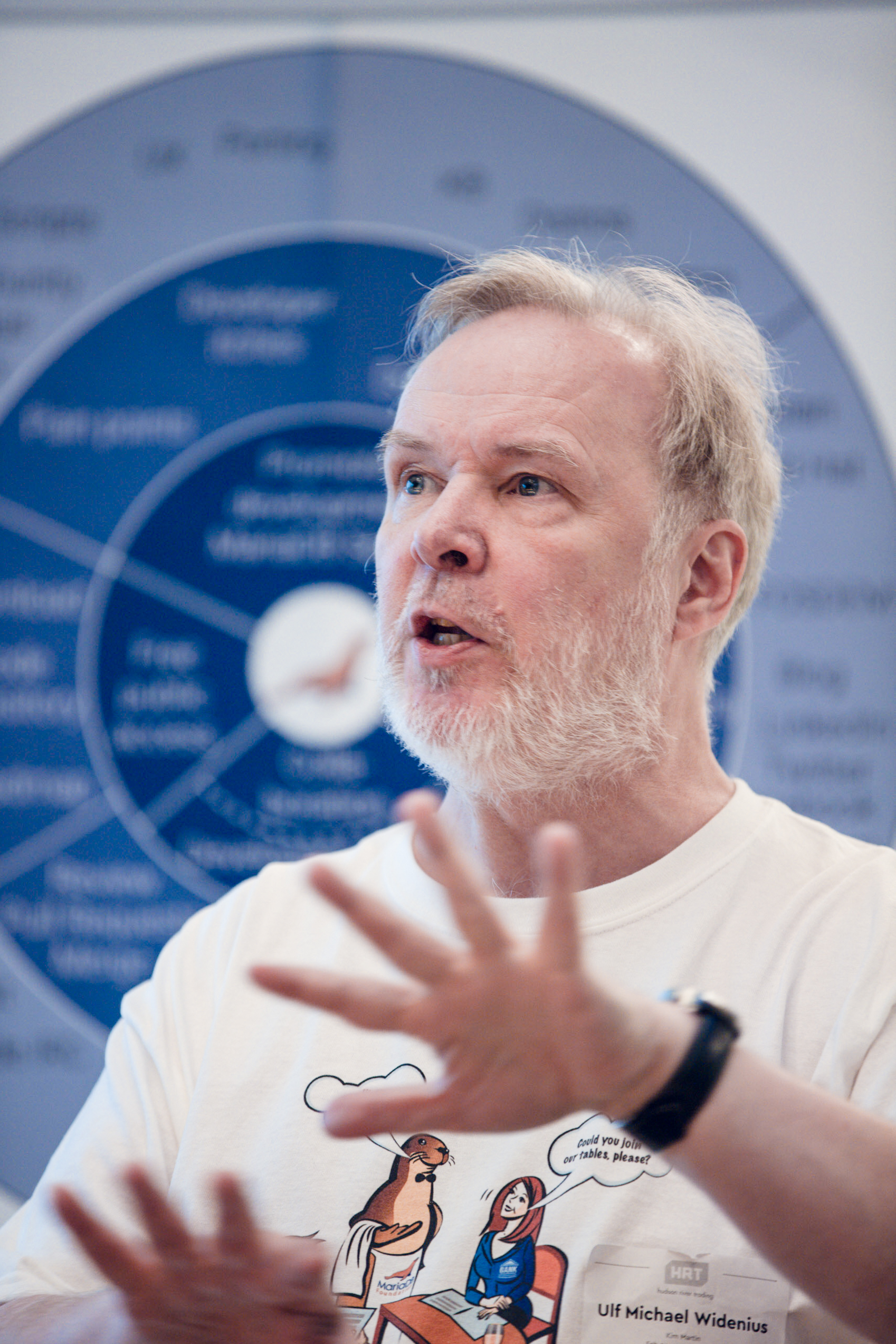
Michael Widenius (* 1962)

- Widenmann, Christian (1802–1876), deutscher Jurist und Politiker
- Widenmann, Ernst Ludwig Wilhelm (1797–1881), württembergischer Oberamtmann
- Widenmann, Johann Friedrich Wilhelm (1764–1798), deutscher Mineraloge
- Widenmann, Wilhelm (1871–1955), deutscher Marineoffizier und Diplomat
- Widenmann, Wilhelm Friedrich von (1793–1878), württembergischer Oberamtmann
- Widenmann, Wilhelm von (1798–1844), deutscher Forstwissenschaftler
- Widenmayer, Johannes von (1838–1893), deutscher Jurist und Bürgermeister von München
- Widenmeyer, Markus (* 1973), deutscher Chemiker und Politiker (AfD), MdL (Baden-Württemberg)
- Widenow, Krassimir (* 1968), bulgarischer Biathlet
- Widenow, Ljubomir (* 1951), bulgarischer Bariton
- Widenow, Schan (* 1959), bulgarischer Politiker, Ministerpräsident von Bulgarien (1995–1997)
- Widenowa-Kuljašević, Iwa (* 1987), bulgarische Schachspielerin
- Widensky, Peter (1933–2015), österreichischer Kirchenmusiker und Musikologe
- Wider, Albert (1910–1985), Schweizer bildender Künstler
- Wider, Fritz (1877–1965), deutscher Politiker (NLP, DNVP), MdR
- Wider, Jedd, Produzent von Dokumentarfilmen
- Wider, Karl Friedrich (1792–1841), deutscher Arachnologe und Pfarrer
- Wider, Theresia (1937–2012), deutsche Schauspielerin
- Wider, Wilhelm (1818–1884), deutscher Maler
- Widera, Hans (1887–1972), deutscher Wirtschaftsjurist
- Widera, Joachim (1929–1994), deutscher Journalist
- Widera, Marie-Jeanne (* 1987), deutsche Synchronsprecherin
- Widera, Siegfried (1941–1963), deutscher im Dienst an der Berliner Mauer tödlich verletzter Angehöriger der Grenztruppen der DDRSiegfried Widera (1941–1963)

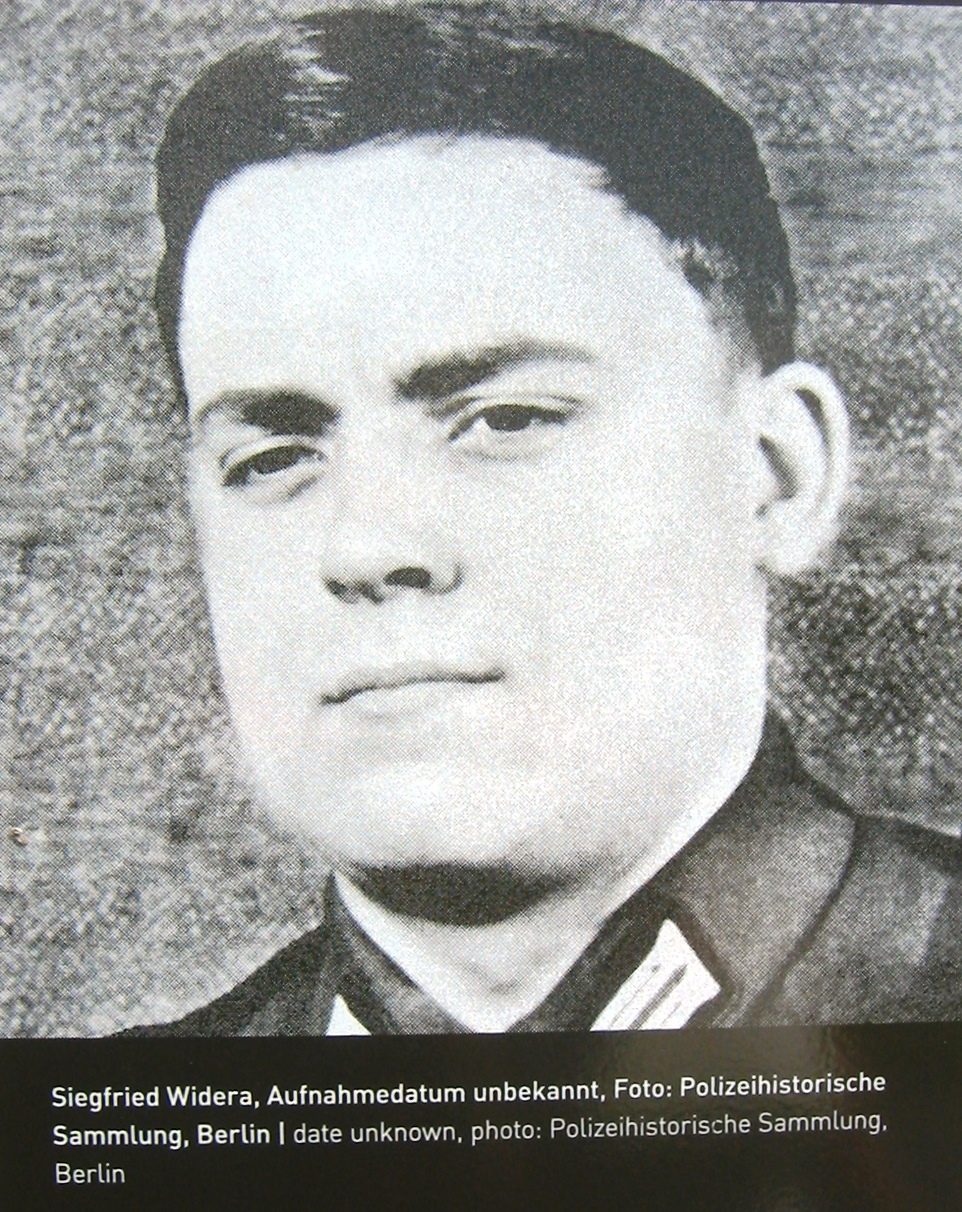
Siegfried Widera (1941–1963)

- Widera, Stephan (* 1962), deutscher Künstler, Maler
- Widerad von Eppenstein († 1075), Abt der Reichsabtei Fulda (1060–1075)
- Widerberg, Bo (1930–1997), schwedischer Filmregisseur, Drehbuchautor und Filmeditor
- Widerberg, Henriette (1796–1872), schwedische Opernsängerin (Sopranistin)
- Widerberg, Johan (* 1974), schwedischer Schauspieler
- Widerberg, Siv (1931–2020), schwedische Schriftstellerin und Journalistin
- Widerer, Martin (1771–1837), bayerischer Jurist und Kommunalpolitiker
- Widerhofer, Hermann von (1832–1901), österreichischer Pädiater
- Widerhofer, Rudolf, österreichischer Bergsteiger
- Widerholt, Konrad († 1667), deutscher Kommandant im Dreißigjährigen KriegKonrad Widerholt († 1667)

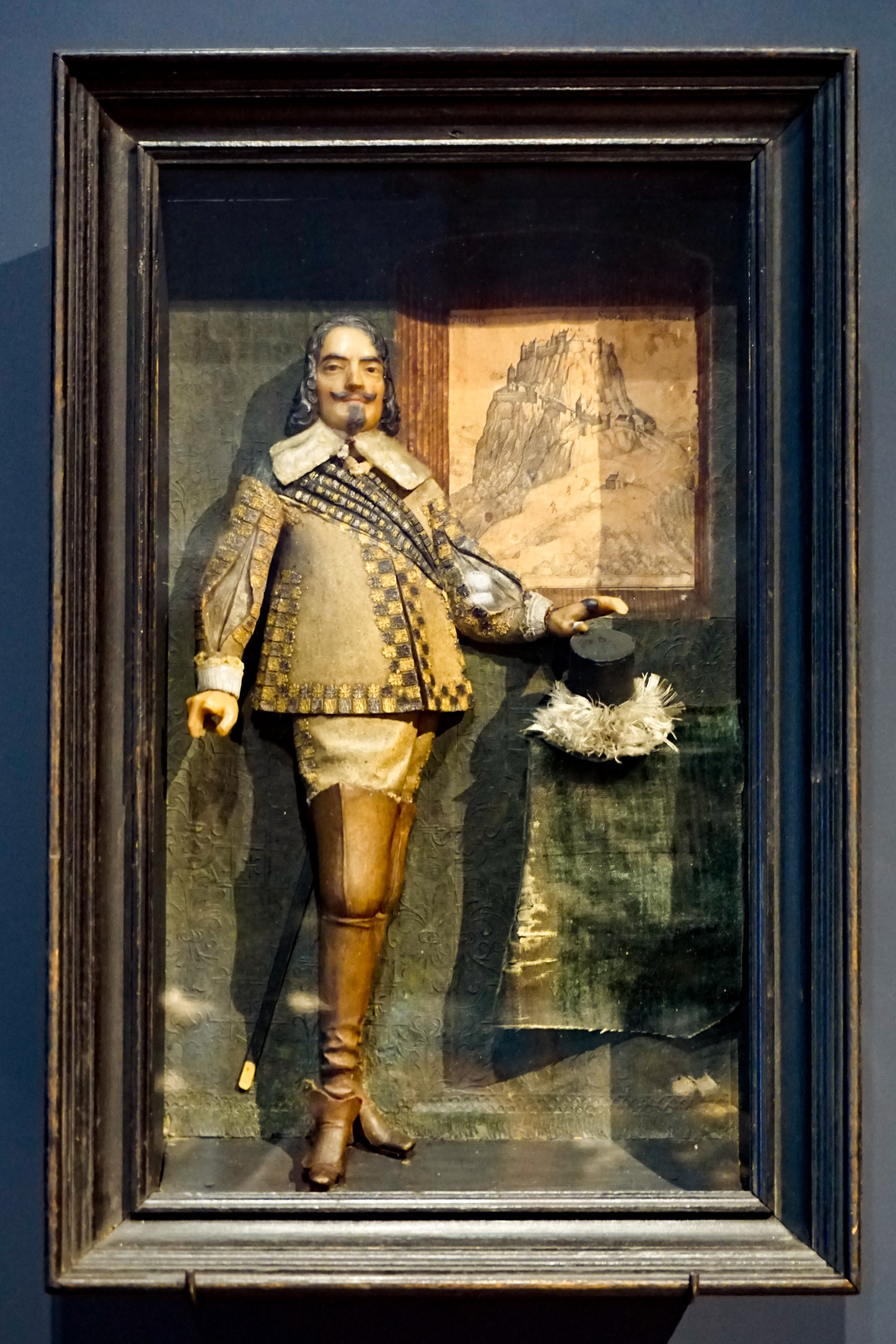
Konrad Widerholt († 1667)

- Widerin, Peter (1684–1760), österreichischer Bildhauer
- Widerkehr, Jacques (1759–1823), französischer Cellist und Komponist der Klassik
- Widerkehr, Johann Heinrich (1670–1746), Schweizer Freihauptmann und Aufrührer
- Widerkehr, Paul (1580–1649), Schweizer Künstler der Spätrenaissance
- Wideröe, Rolf (1902–1996), norwegischer Ingenieur und Wissenschaftler
- Widerøe, Turi (* 1937), norwegische Pilotin, Journalistin und Buchgestalterin
- Widerquist, Karl (* 1965), US-amerikanischer Philosoph und Wirtschaftswissenschaftler
- Widersinn, Reitfloh (1930–1995), österreichischer Dichter, insbesondere Schüttelreimer
- Widersprecher, Anton Gottlieb Georg (1787–1842), deutscher Jurist, oldenburgischer Geheimer Hofrat und Mitglied des Konsistoriums
- Widersprecher, Carl Anton (1753–1795), deutscher Verwaltungsjurist und oldenburgischer Kanzleirat
- Widerström, Karolina (1856–1949), schwedische Ärztin und Gynäkologin
- Widestrand, Povel (* 1992), schwedischer Jazzmusiker (Piano, Komposition)

### Widf
- Widforss, Nils (1880–1960), schwedischer Turner

### Widg
- Widgery, John Passmore (1911–1981), britischer Richter, Lord Chief Justice of England and Wales (1972–1980)
- Widgery, William († 1822), englisch-amerikanischer Politiker
- Widgren, Dennis (* 1994), schwedischer Fußballspieler

### Widh
- Widh, Ellinor (* 1990), schwedische Badmintonspielerin
- Widhalm, Franz, österreichischer Fußballspieler
- Widhalm, Fritz (* 1956), österreichischer Schriftsteller
- Widhalm, Leopold (1722–1776), Nürnberger Lauten- und Geigenbauer
- Widholm, Gregor (* 1948), österreichischer Wissenschaftler und Musiker
- Widholz, Endres, Anhänger der Täuferbewegung
- Widholz, Laurenz (1861–1926), österreichischer Politiker (SDAP), Landtagsabgeordneter, Abgeordneter zum Nationalrat
- Widhölzl, Andreas (* 1976), österreichischer SkispringerAndreas Widhölzl (* 1976)

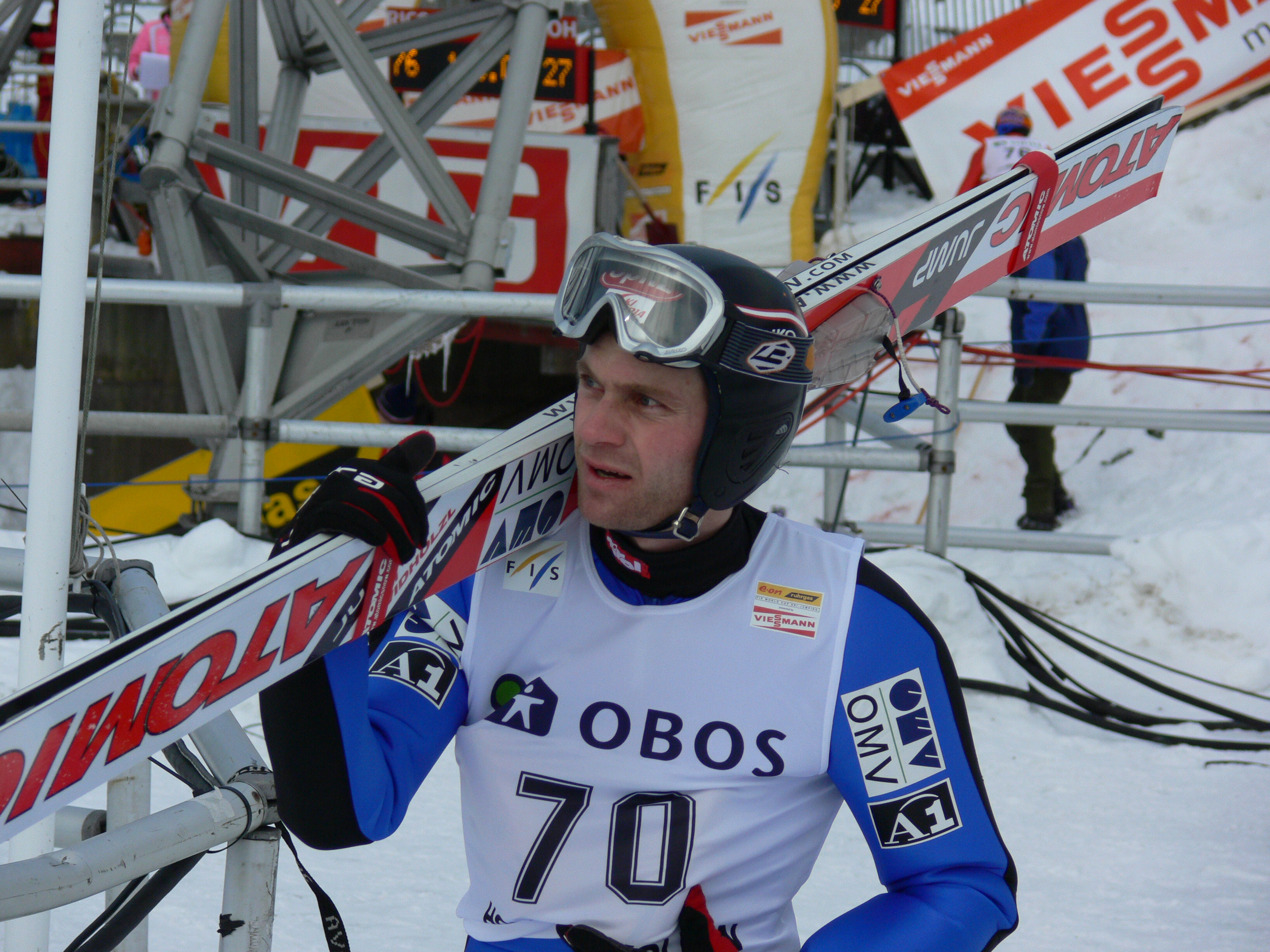
Andreas Widhölzl (* 1976)

- Widhopff, David (1867–1933), französischer Maler, Plakatkünstler und Karikaturist
- Widhya, Chem (* 1958), kambodschanischer Diplomat

### Widi
- Widianto, Nova (* 1977), indonesischer Badmintonspieler
- Widianto, Ricky (* 1991), indonesischer Badmintonspieler
- Widiastuti, Theresia (* 1954), indonesische Badmintonspielerin
- Widick, B. J. (1910–2008), US-amerikanischer politischer Aktivist und Gewerkschafter
- Widing, Daniel (* 1982), schwedischer Eishockeyspieler
- Widing, Juha (1947–1984), schwedischer Eishockeyspieler
- Widiowati, Eny (* 1980), indonesische Badmintonspielerin

### Widj
- Widjaja, Angelique (* 1984), indonesische Tennisspielerin
- Widjaja, Eka Tjipta (1923–2019), indonesischer Unternehmer
- Widjaja, Gloria Emanuelle (* 1993), indonesische Badmintonspielerin
- Widjaja, Iskandar (* 1986), deutscher Violinist

### Widl
- Widl, Maria (* 1957), österreichische römisch-katholische Pastoraltheologin
- Widl, Susanne (* 1944), österreichische Schauspielerin, Performance-Künstlerin, Model, Kunstsammlerin und Kaffeehausbesitzerin
- Widla, Natalia (* 1993), Schweizer Journalistin und Buchautorin
- Widlak, Joachim (1930–2011), deutscher Dirigent
- Widlar, Robert (1937–1991), US-amerikanischer Elektrotechniker, Pionier der Entwicklung analoger integrierter Schaltkreise (IC)
- Widlizka, Leopold (1870–1940), österreichischer Landschafts- und Kriegsmaler
- Widlok, Gudrun F. (* 1968), deutsche Filmregisseurin, Drehbuchautorin und Fotografin
- Widlok, Thomas (* 1965), deutscher Sozial- und Kulturanthropologe
- Widlund, Eivar (1906–1968), schwedischer Fußballtorhüter

### Widm
- Widmaier Picasso, Diana (* 1974), französische Kunsthistorikerin und Enkelin von Pablo PicassoDiana Widmaier Picasso (* 1974)

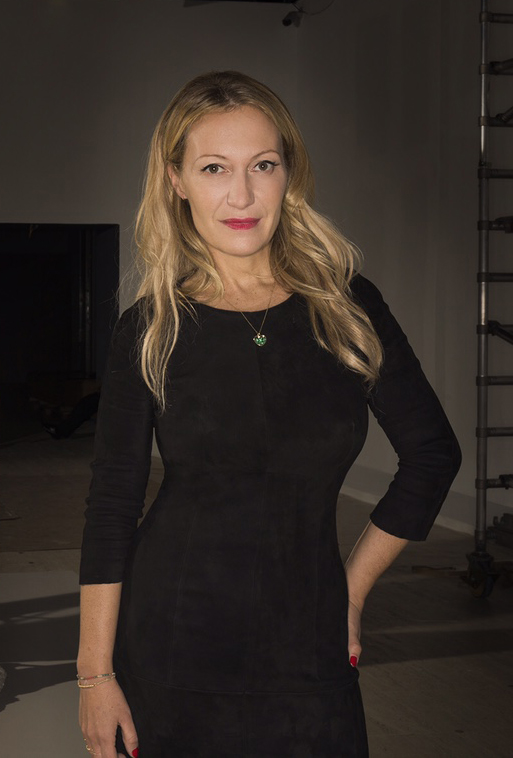
Diana Widmaier Picasso (* 1974)

- Widmaier, Gunter (1938–2012), deutscher Jurist und Strafverteidiger
- Widmaier, Karl (1886–1931), deutscher Schriftsteller, daneben bildender Künstler und Komponist
- Widmaier, Kurt (* 1950), deutscher Kommunalpolitiker
- Widmaier, Martin (* 1960), deutscher Pianist und Musikpädagoge
- Widmaier, Matthias (* 1958), deutscher Sänger
- Widmaier, Otto (1927–2022), deutscher Landrat und Verwaltungsbeamter
- Widmaier, Ulrich (* 1943), deutscher Richter am Bundesverwaltungsgericht
- Widmaier, Ulrich (1944–2008), deutscher Hochschullehrer für Politikwissenschaft
- Widmaier, Wolfgang (1926–2013), deutscher Hochschullehrer und Komponist
- Widman, Oskar (1852–1930), schwedischer Chemiker und Hochschullehrer
- Widmann, Adalbert von (1868–1945), österreichischer Beamter und Minister
- Widmann, Adolf (1818–1878), deutscher Schriftsteller
- Widmann, Albert (1912–1986), deutscher SS-Sturmbannführer und Referatsleiter im Reichssicherheitshauptamt
- Widmann, Ambrosius († 1561), deutscher Jurist und Kleriker
- Widmann, Andreas (* 1987), deutscher Koch
- Widmann, Andreas Martin (* 1979), deutscher Literaturwissenschaftler, Essayist und Schriftsteller
- Widmann, Anna Maria (1600–1660), Äbtissin des Klosters Frauenchiemsee (1650–1660)
- Widmann, Arno (* 1946), deutscher Journalist und Schriftsteller
- Widmann, Beatus († 1551), deutscher Jurist und Hochschullehrer
- Widmann, Benedikt (1820–1910), deutscher Musikpädagoge, Schuldirektor, Musikschriftsteller und Komponist
- Widmann, Bernhard (1867–1934), deutscher Zisterzienserabt
- Widmann, Bohuslav von (1836–1911), österreichischer Beamter und Politiker
- Widmann, Carlos (1938–2025), deutscher Journalist
- Widmann, Carolin (* 1976), deutsche ViolinistinCarolin Widmann (* 1976)

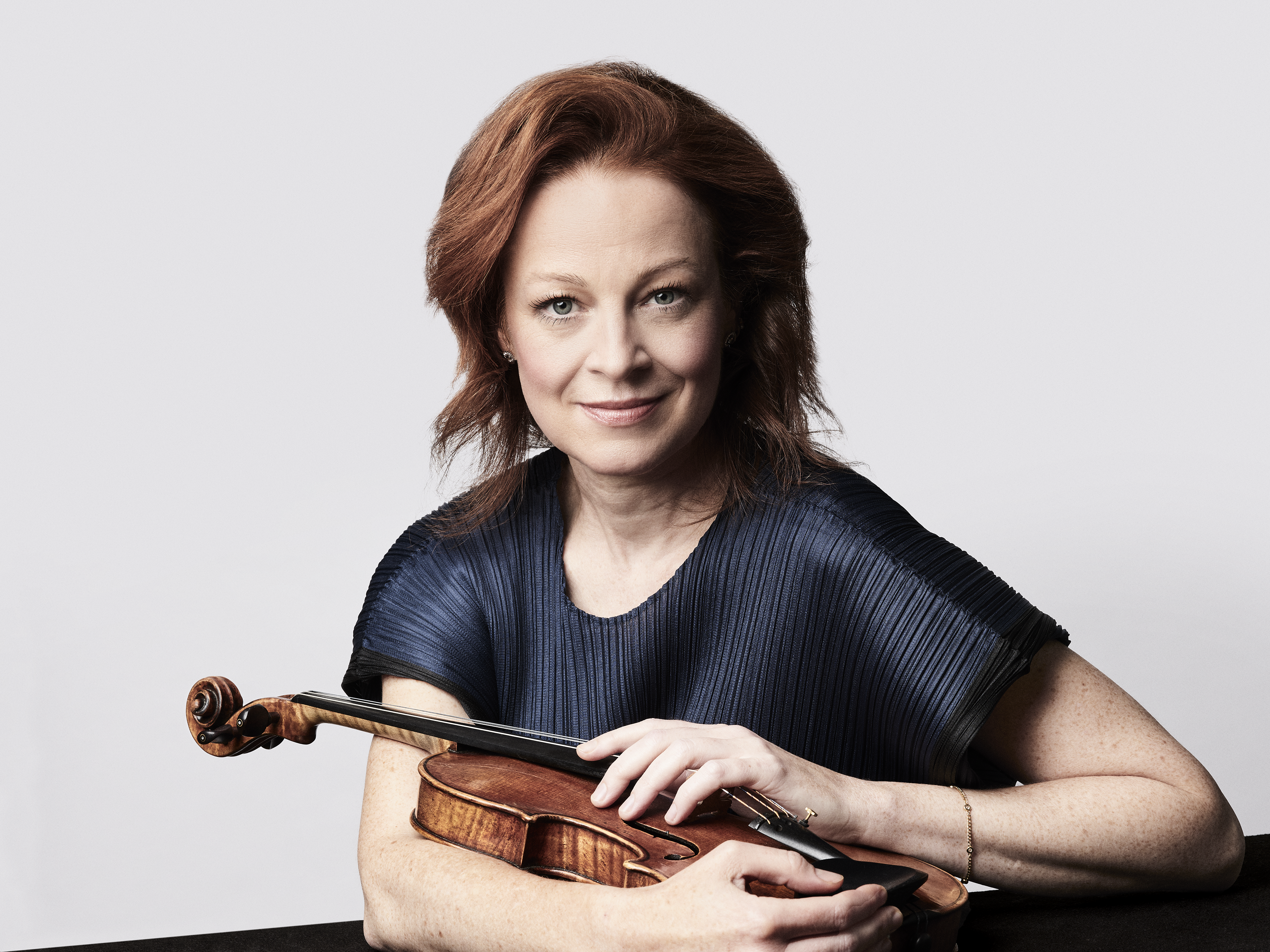
Carolin Widmann (* 1976)

- Widmann, Cristoforo (1617–1660), italienischer Kardinal deutscher Abstammung
- Widmann, Dieter (* 1942), deutscher Pädagoge und Fußballspieler und -trainer
- Widmann, Ellen (1894–1985), Schweizer Schauspielerin
- Widmann, Enoch (1551–1615), Rektor
- Widmann, Erasmus (1572–1634), deutscher Organist und Komponist
- Widmann, Ernst Wilhelm (1876–1955), Landtagsabgeordneter Volksstaat Hessen
- Widmann, Franz (1921–2012), italienischer Politiker (Südtirol)
- Widmann, Friedrich (1805–1876), deutscher Jurist und Domänendirektor
- Widmann, Friedrich (1808–1881), hohenzollerischer Oberamtmann
- Widmann, Fritz (1869–1937), Schweizer Maler und Illustrator
- Widmann, Götz (* 1965), deutscher LiedermacherGötz Widmann (* 1965)

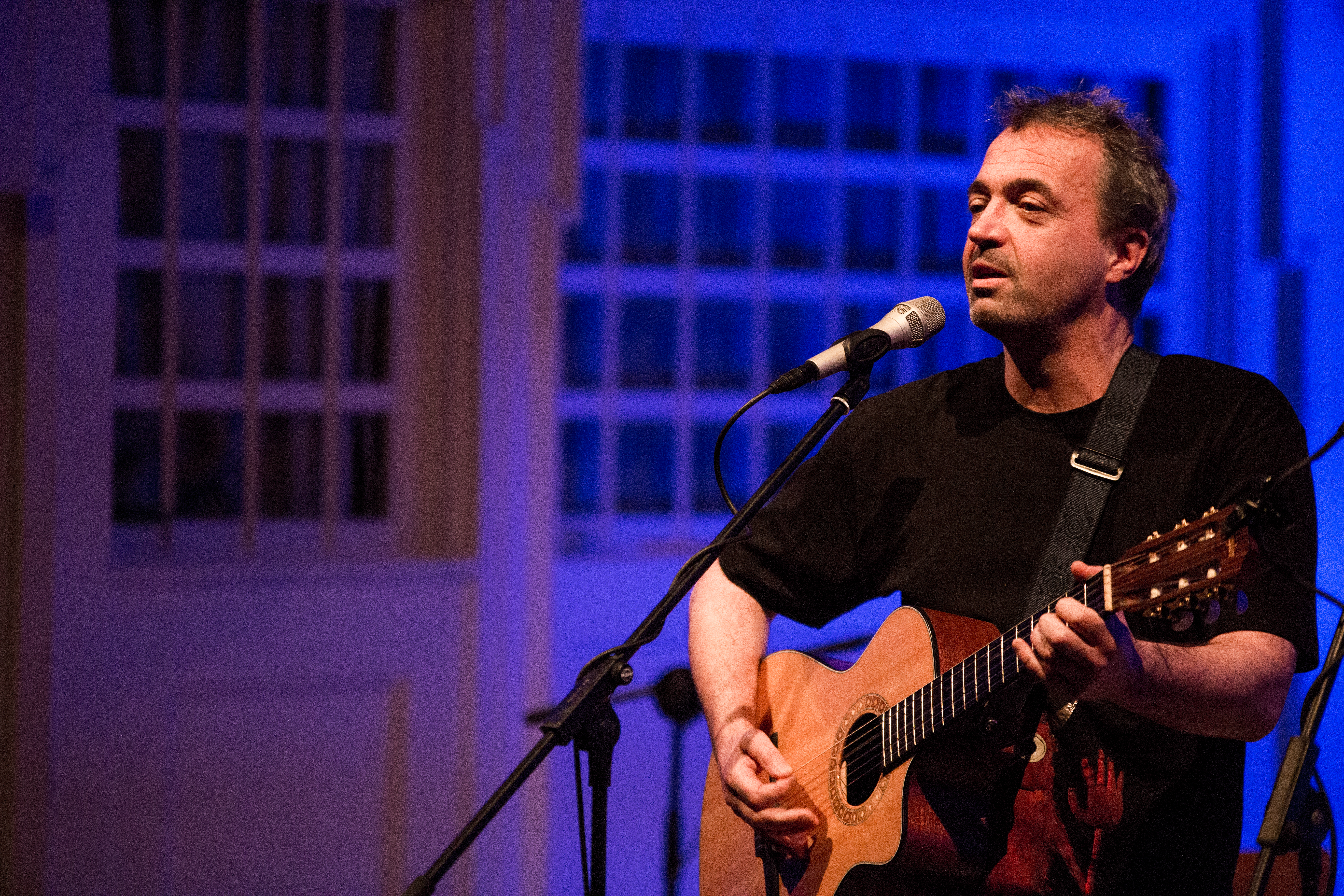
Götz Widmann (* 1965)

- Widmann, Gret (1875–1931), Schweizer Malerin, Illustratorin und Portraitfotografin.
- Widmann, Gudrun Irene (1919–2011), deutsche Malerin und Zeichnerin
- Widmann, Günther (1937–1996), österreichischer Architekt
- Widmann, Hans (1570–1634), Kaufmann in Venedig
- Widmann, Hans (1847–1928), österreichischer Historiker
- Widmann, Hans (1908–1975), deutscher Buchwissenschaftler und Bibliothekar
- Widmann, Hans (* 1948), italienischer Politiker (SVP), Mitglied der Camera dei deputati, Publizist und Gewerkschafter
- Widmann, Hans-Joachim (1934–2016), deutscher Rechtsanwalt und Politiker (FDP)
- Widmann, Heinrich (1689–1758), deutscher Benediktiner und Abt
- Widmann, Heinrich Otto (1853–1944), württembergischer Oberamtmann und später Regierungspräsident des Neckarkreises (1920–1924)
- Widmann, Horst (* 1938), österreichischer Künstler
- Widmann, Ines (1904–2002), österreichische Schriftstellerin
- Widmann, Joachim (* 1963), deutscher Journalist und Chefredakteur
- Widmann, Johann Georg (1696–1753), deutscher Missionar
- Widmann, Johann Jakob (1799–1876), deutscher Papierfabrikant
- Widmann, Johann Wilhelm (1690–1743), deutscher Mediziner, Stadtarzt in Nürnberg, Mitglied der Leopoldina
- Widmann, Johannes († 1524), deutscher Mediziner
- Widmann, Johannes, deutscher Mathematiker, Dozent an der Universität Leipzig
- Widmann, Jörg (* 1973), deutscher Klarinettist und KomponistJörg Widmann (* 1973)

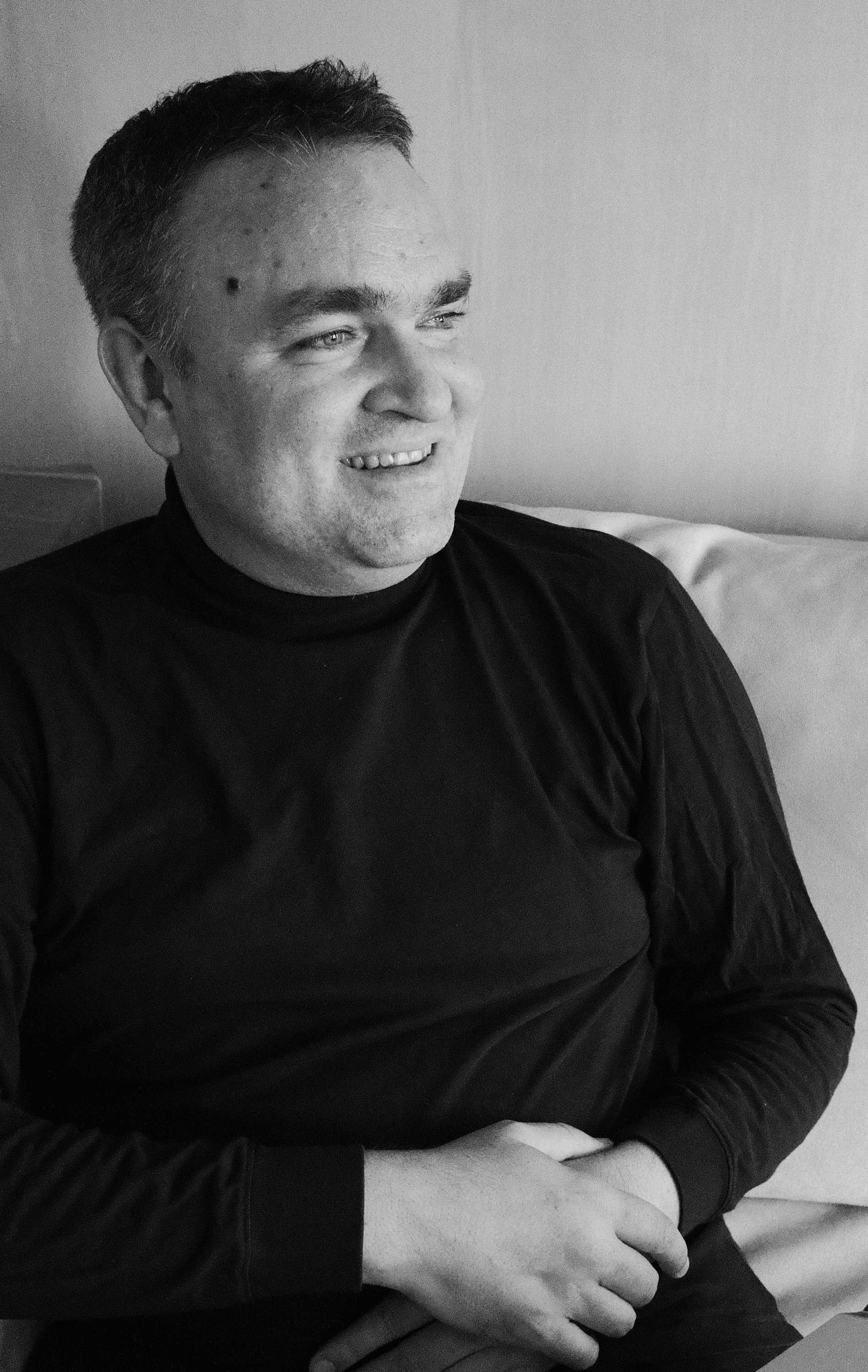
Jörg Widmann (* 1973)

- Widmann, Josef (1833–1899), deutscher Ingenieur, Landwirt, Politiker und Pionier der Allgäuer Milchwirtschaft
- Widmann, Joseph Victor (1842–1911), Schweizer Journalist und Schriftsteller
- Widmann, Jutta (* 1961), deutsche Kommunal- und Landespolitikerin (Freie Wähler), MdL
- Widmann, Kurt (1906–1954), deutscher Jazzmusiker und Orchesterleiter
- Widmann, Mangold, württembergischer Jurist und Hochschullehrer
- Widmann, Marcus (* 1970), deutscher Schauspieler
- Widmann, Matthias (1661–1721), Prämonstratensermönch, Abt des Klosters Neustift bei Freising
- Widmann, Oliver (* 2001), deutscher Mountainbike-Trialfahrer
- Widmann, Otto (1887–1979), deutscher Verwaltungsjurist und Landrat
- Widmann, Peter (1930–2012), deutscher Politiker (CSU), MdL
- Widmann, Rainer (* 1967), österreichischer Politiker (FPÖ, BZÖ), Abgeordneter zum Nationalrat
- Widmann, Rudolf (1883–1968), deutscher Verwaltungsjurist und Ministerialbeamter
- Widmann, Rudolf (1929–2000), deutscher Politiker (FDP), MdL
- Widmann, Sampo (* 1942), deutscher Architekt und Hochschullehrer
- Widmann, Thomas (* 1959), italienischer Politiker (Südtiroler Volkspartei)
- Widmann, Tina (* 1960), österreichische Landespolitikerin der ÖVP
- Widmann, Uwe (* 1970), deutscher Triathlet
- Widmann, Veronika (* 1993), italienische Mountainbikerin
- Widmann, Wilhelm (1858–1939), deutscher Kirchenmusiker und Komponist
- Widmann-Mauz, Annette (* 1966), deutsche Politikerin (CDU), MdBAnnette Widmann-Mauz (* 1966)

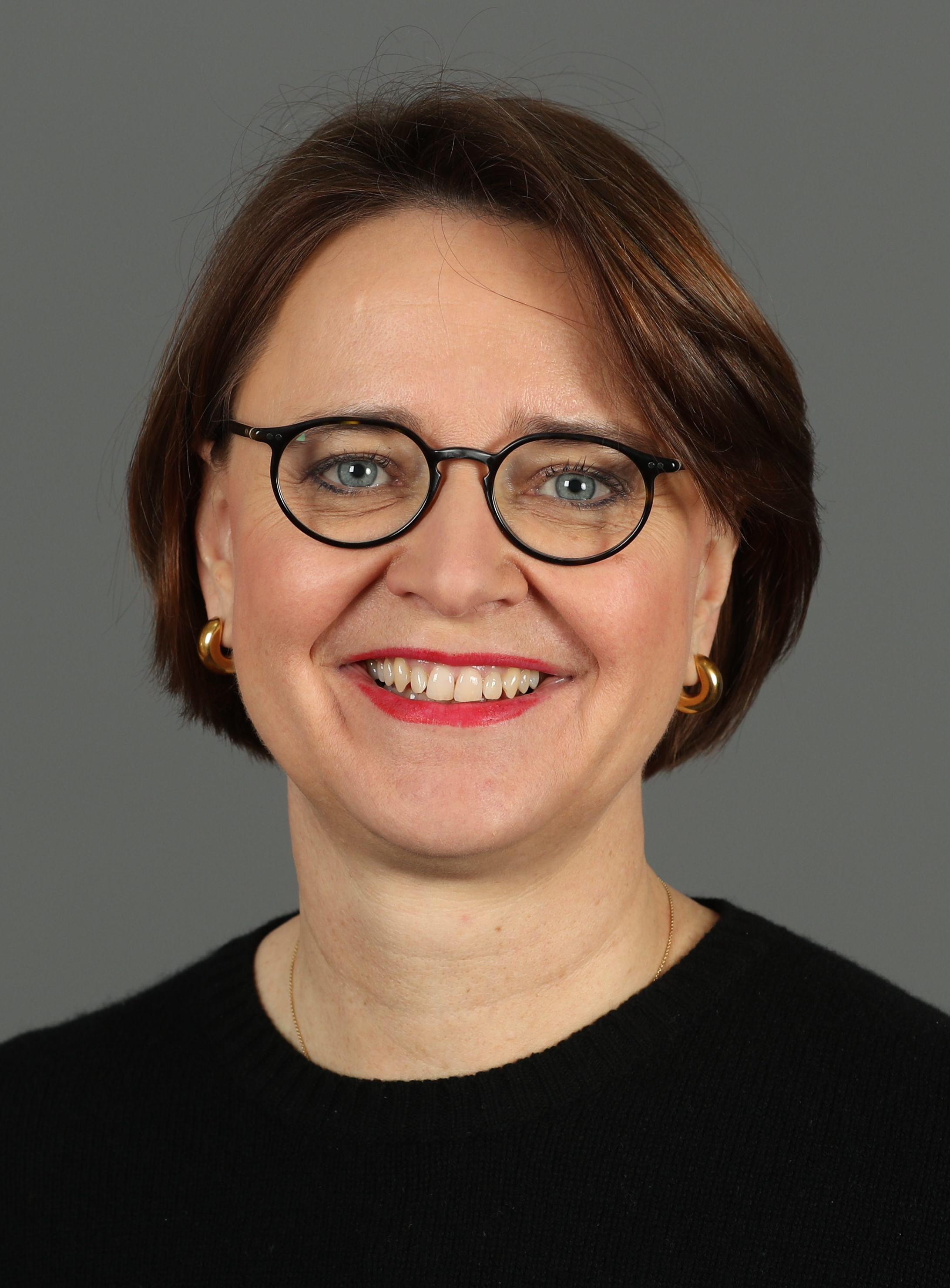
Annette Widmann-Mauz (* 1966)

- Widmanstetter, Georg († 1618), Hofbuchdrucker in Graz
- Widmanstetter, Johann Albrecht († 1557), deutscher Humanist, Diplomat, Theologe und Philologe
- Widmark, Anders (1963–2024), schwedischer Jazzmusiker (Piano, Komposition)
- Widmark, Erik (1889–1945), schwedischer Chemiker
- Widmark, Gun (1920–2013), schwedische Skandinavistin und Sprachwissenschaftlerin
- Widmark, Richard (1914–2008), US-amerikanischer SchauspielerRichard Widmark (1914–2008)

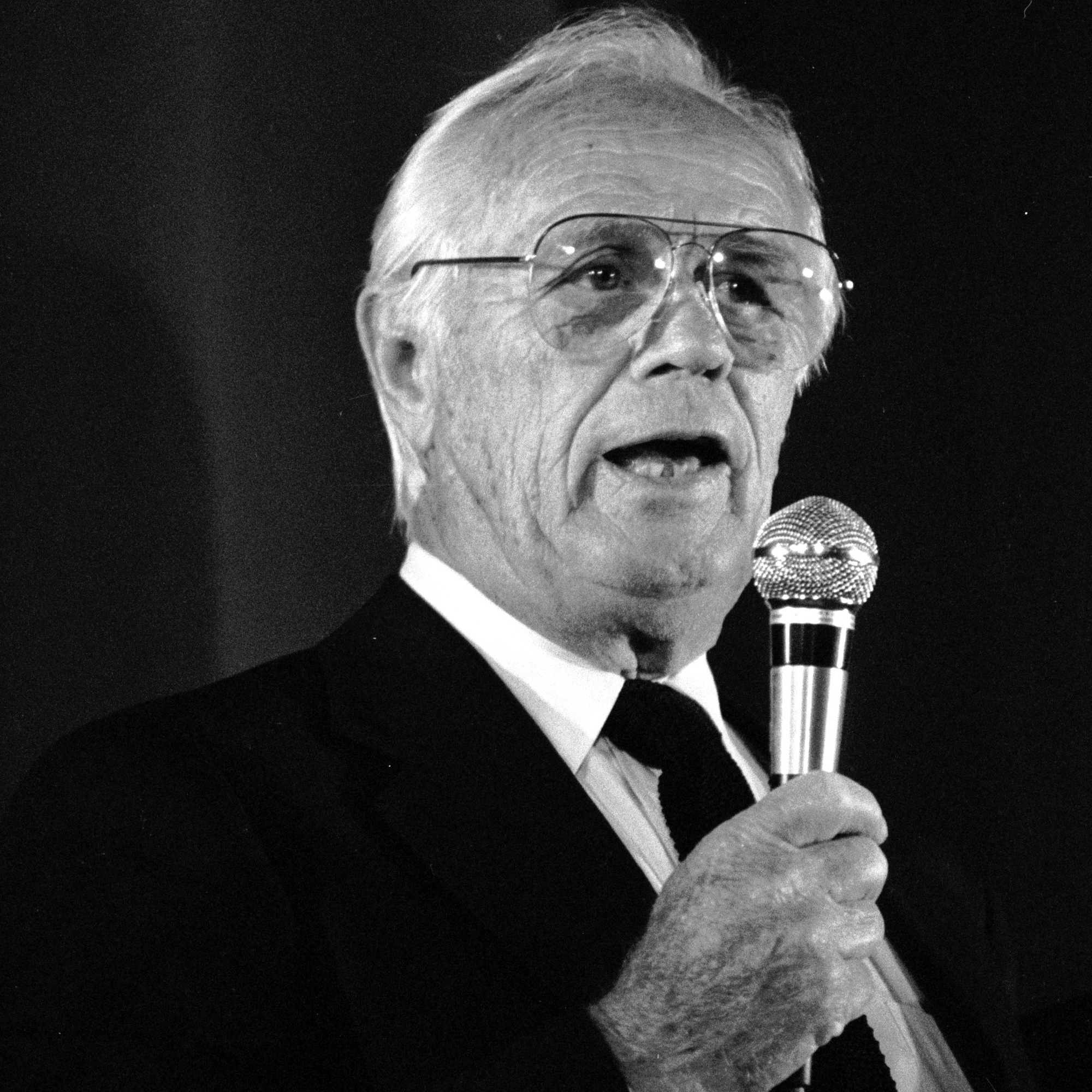
Richard Widmark (1914–2008)

- Widmayer, Bartholomäus (1873–1931), österreichischer Ordenspriester und Schriftsteller
- Widmayer, Heinrich (1891–1977), österreichischer Politiker (SDAP), Landtagsabgeordneter, Abgeordneter zum Nationalrat
- Widmayer, Herbert (1913–1998), deutscher Fußballspieler und -trainer
- Widmayer, Rainer (* 1967), deutscher Fußballspieler und -trainer
- Widmayer, Theodor (1828–1883), württembergischer Porträt- und Genremaler, Silhouettenkünstler und Fotograf
- Widmayer, Werner (1909–1942), deutscher Fußballspieler
- Widmeier, Xaver (1890–1955), deutscher Kommunalpolitiker
- Widmer Gysel, Rosmarie (* 1956), Schweizer Politikerin (SVP)
- Widmer Lüchinger, Corinne (* 1974), Schweizer Juristin und Hochschullehrerin
- Widmer, Alex W. (1956–2008), Schweizer Bankmanager
- Widmer, Andreas (1856–1931), bessarabiendeutscher Bauer und Politiker
- Widmer, Anton (1944–2021), Schweizer Jurist
- Widmer, Arthur (1914–2006), amerikanischer Spezialeffektpionier
- Widmer, Barbara (* 1954), Schweizer Jazzpianistin, auch Keramikerin
- Widmer, Bartholomäus (1802–1883), österreichisch-slowenischer Bischof
- Widmer, Bartholome (1713–1796), Schweizer Gemeindehauptmann, Landesbauherr, Landesfähnrich, Landeshauptmann, Landesseckelmeister und Landesstatthalter
- Widmer, Bernhard (1876–1952), Schweizer Politiker
- Widmer, Berthe (1924–2012), Schweizer Historikerin
- Widmer, Carl (* 1900), Schweizer Turner
- Widmer, Caspar (1829–1913), Schweizer Textilfabrikant
- Widmer, Céline (* 1978), Schweizer Politikerin (SP)
- Widmer, Daniela (* 1983), Schweizer Entführungsopfer, Buchautorin und Lokalpolitikerin
- Widmer, Dorothea (1758–1781), Gattenmörderin
- Widmer, Ernst (1903–1981), Schweizer Zollbeamter
- Widmer, Ernst (1927–1990), schweizerisch-brasilianischer Komponist
- Widmer, Friedrich (1870–1943), Schweizer Architekt
- Widmer, Fritz (1938–2010), Schweizer Liedermacher und Schriftsteller
- Widmer, Gabriel (1923–2013), Schweizer evangelisch-reformierter Theologe sowie Hochschullehrer
- Widmer, Georg (1877–1941), österreichischer Hochschullehrer, Historiker, Sprachforscher und Autor
- Widmer, Gerhard (* 1961), österreichischer Informatiker
- Widmer, Gisela (* 1958), Schweizer Journalistin und Schriftstellerin
- Widmer, Gottfried (1890–1963), deutscher evangelischer Theologe, Hochschullehrer und Orientalist
- Widmer, Guillaume (1906–1968), französischer Politiker
- Widmer, Hans (1889–1939), Schweizer Mediziner und Politiker
- Widmer, Hans (* 1941), Schweizer Politiker (SP) und Philosoph
- Widmer, Hans (* 1947), Schweizer politischer Utopist und Autor
- Widmer, Hansruedi (* 1944), Schweizer Eisschnellläufer
- Widmer, Heidi (* 1991), kanadische Skilangläuferin
- Widmer, Heiny (1927–1984), Schweizer Kunsthistoriker, Maler, Glasmaler, Zeichenlehrer, Museumsleiter, Konservator und Autor.
- Widmer, Henri-Auguste (1853–1939), Schweizer Mediziner
- Widmer, Jason (* 1973), kanadischer Eishockeyspieler
- Widmer, Jean (* 1929), Schweizer Grafiker, Grafikdesigner und Kunstlehrer
- Widmer, Johann Jakob (1819–1879), Schweizer Politiker und Unternehmer
- Widmer, Jörg, deutscher Kameramann
- Widmer, Joseph (1779–1844), Schweizer römisch-katholischer Theologe und Hochschullehrer
- Widmer, Karin (* 1966), Schweizer Grafikerin und Illustratorin
- Widmer, Kevin (* 1970), Schweizer Leichtathlet
- Widmer, Konrad (1919–1986), Schweizer Pädagoge und Hochschullehrer
- Widmer, Kristian (* 1967), Schweizer Film- und Fernsehproduzent
- Widmer, Kurt (1940–2023), Schweizer Gesangspädagoge und Sänger (Bariton)
- Widmer, Leonhard (1808–1868), Schweizer Dichter, Förderer des Volksgesangs und Gründer einer Musikalienhandlung mit VerlagLeonhard Widmer (1808–1868)

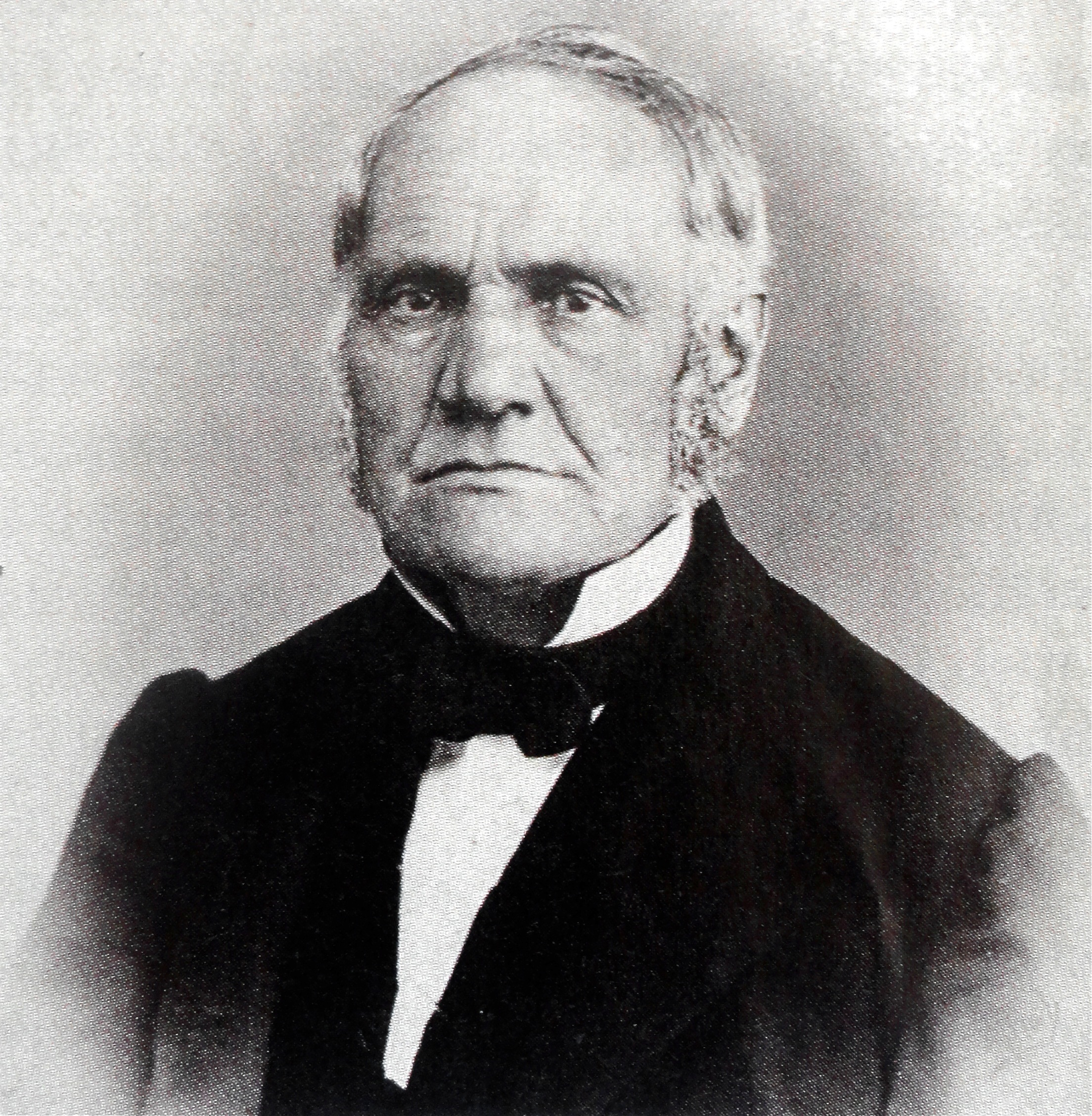
Leonhard Widmer (1808–1868)

- Widmer, Manuel C. (* 1968), Schweizer Politiker (Grüne)
- Widmer, Marilena (* 1997), Schweizer Fußballspielerin
- Widmer, Max (1933–2010), Schweizer Ringer und Schwinger
- Widmer, Micaela (* 1987), schweizerisch-kanadische Skeletonsportlerin
- Widmer, Oliver (* 1965), Schweizer Opernsänger (Bassbariton)
- Widmer, Otto (1855–1932), Schweizer römisch-katholischer Geistlicher und Leiter eines Kinderheimes
- Widmer, Paul (* 1949), Schweizer Diplomat und Lehrbeauftragter
- Widmer, Philip (* 1983), kanadischer Skilangläufer
- Widmer, Rolf (* 1971), Schweizer Politiker
- Widmer, Ruedi (* 1973), Schweizer Cartoonist und Illustrator
- Widmer, Samuel (1948–2017), Schweizer Arzt, Psychiater, Psychotherapeut und Autor
- Widmer, Severin (* 1988), Schweizer Inline-Speedskater
- Widmer, Sigmund (1919–2003), Schweizer Politiker (LdU), Stadtpräsident von Zürich und Nationalrat
- Widmer, Silvan (* 1993), Schweizer Fußballspieler
- Widmer, Thomas (* 1962), Schweizer Journalist, Buchautor und Blogger
- Widmer, Urs (1927–2018), Schweizer Politiker und Stadtpräsident von Winterthur
- Widmer, Urs (1938–2014), Schweizer Schriftsteller und Übersetzer
- Widmer, Walter (1903–1965), Schweizer Gymnasiallehrer, Literaturkritiker und Übersetzer
- Widmer-Curtat, Mary (1860–1947), Schweizer Flüchtlingshelferin
- Widmer-Schlumpf, Eveline (* 1956), Schweizer Politikerin und Bundesrätin (BDP)Eveline Widmer-Schlumpf (* 1956)

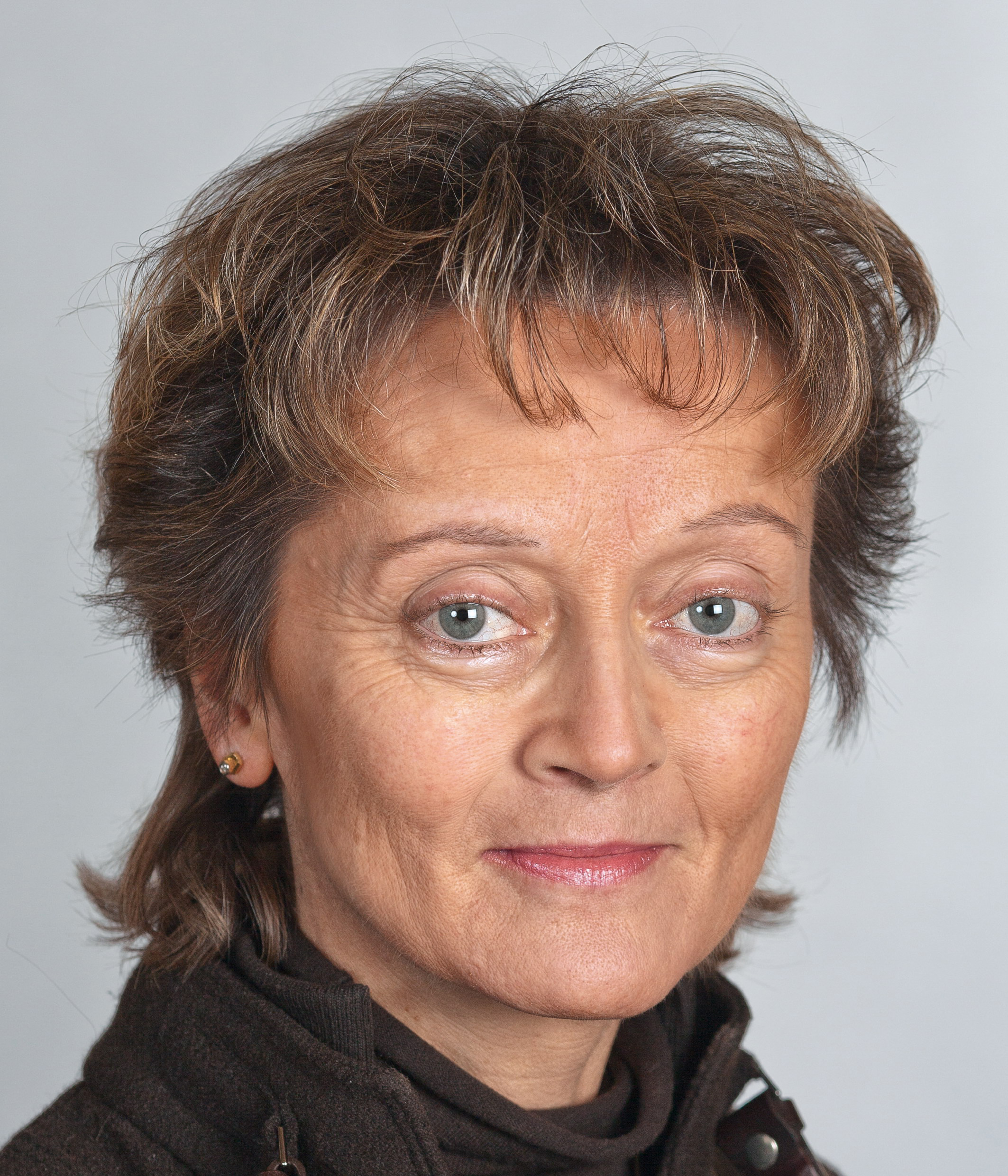
Eveline Widmer-Schlumpf (* 1956)

- Widmer-Straatman, Judith (1922–2022), Schweizer Frauenrechtskämpferin und Apothekerin
- Widmont, Georg von (1640–1706), Jurist; Hochschullehrer
- Widmoser, Jörg (* 1955), österreichischer Komponist und Violinist des Modern Jazz, Rock, Pop, Crossover
- Widmoser, Josef (1911–1991), österreichischer Maler und Glasmaler

### Widn
- Widnall, Sheila (* 1938), US-amerikanische Strömungsmechanikerin, Luft- und Raumfahrttechnikerin und Wissenschaftsmanagerin
- Widnall, William B. (1906–1983), US-amerikanischer Politiker
- Widner, Alexander (* 1940), österreichischer Schriftsteller
- Widner, Jim (1946–2021), US-amerikanischer Jazzmusiker (Kontrabass) und Hochschullehrer
- Widnmann, Franz (1846–1910), deutscher Maler und Hochschullehrer
- Widnmann, Franz Seraph A. (1765–1848), deutscher Arzt und Homöopathiepionier
- Widnmann, Joseph von (1738–1807), bayerischer Aufklärer staatskirchlicher Prägung, Landrichter von Erding und Dorfen (1781–1803)
- Widnmann, Max von (1812–1895), deutscher Bildhauer

### Wido
- Wido († 1122), Bischof von Chur
- Wido I. von Spoleto, Herzog von Spoleto
- Wido von Adwert, Abt von Kloster Klaarkamp
- Wido von Osnabrück († 1101), Bischof von Osnabrück
- Wido von Spoleto (855–894), Herzog von Spoleto und Camerino, König von Italien, Kaiser (891–894)
- Widodo, Joko (* 1961), indonesischer PolitikerJoko Widodo (* 1961)

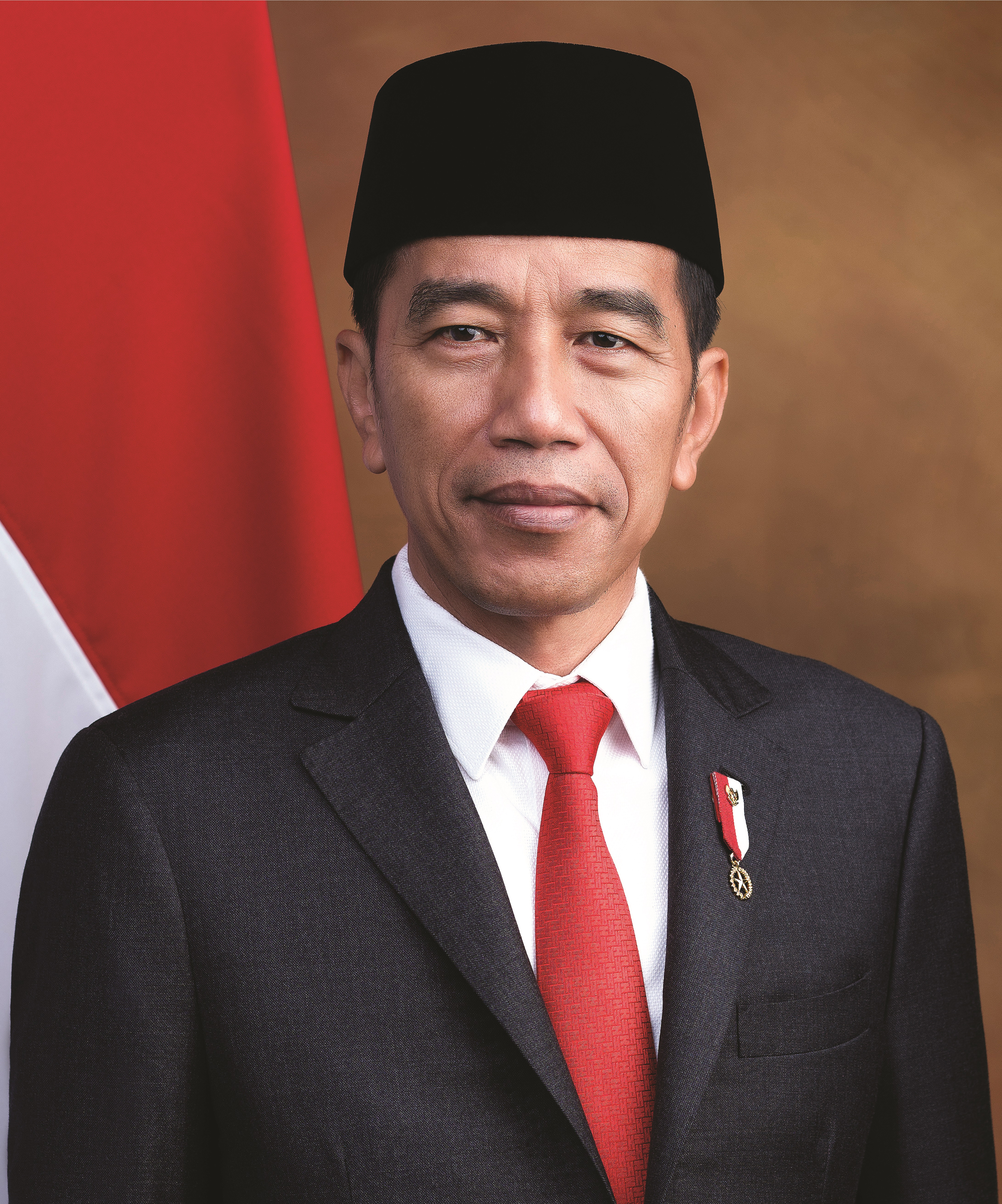
Joko Widodo (* 1961)

- Widom, Benjamin (1927–2025), US-amerikanischer Chemiker und Physiker
- Widom, Cathy Spatz (* 1945), US-amerikanische Psychologin und Kriminologin
- Widom, Harold (1932–2021), US-amerikanischer Mathematiker
- Widom, Jennifer (* 1960), US-amerikanische Informatikerin
- Widom, Michael (* 1958), US-amerikanischer Physiker
- Widom, Todd (* 1983), US-amerikanischer Tennisspieler
- Widor, Charles-Marie (1844–1937), französischer Organist, Komponist und Lehrer
- Widow, Conrad (1686–1754), deutscher Jurist und Bürgermeister der Freien und Hansestadt Hamburg
- Widow, Peter Hinrich (1736–1802), deutscher Jurist und Bürgermeister der Freien und Hansestadt Hamburg

### Widr
- Widra, Raimund (* 1985), deutscher Schauspieler
- Widrich, Gerheid (1937–2019), österreichische Ärztin und Politikerin
- Widrich, Hans (* 1936), österreichischer Journalist
- Widrich, Virgil (* 1967), österreichischer Regisseur, Drehbuchautor und Multimedia-Künstler
- Widrig, Hans Werner (* 1941), Schweizer Politiker (CVP)
- Widrow, Bernard (* 1929), US-amerikanischer Hochschullehrer, Professor für Elektrotechnik

### Wids
- Widschwendter, Jonas (* 1993), österreichischer Trial-Motorrad-Fahrer

### Widt
- Widt, Johann Daniel († 1693), deutscher Mediziner
- Widter, Anton (1809–1887), österreichischer Kunstsammler
- Widter, Friedrich (1859–1944), österreichischer Lehrer, Kunsthistoriker und Maler
- Widtfeldt, Doug (1957–2015), US-amerikanischer Basketballspieler
- Widtmann, Stanisław, litauischer Pianist und Politiker
- Widtsoe, John A. (1872–1952), Apostel der Kirche Jesu Christi der Heiligen der Letzten Tage

### Widu
- Widuckel, Werner (* 1958), deutscher Manager, Ex-Vorstandsmitglied der AUDI AG
- Widukind, Herzog der SachsenWidukind

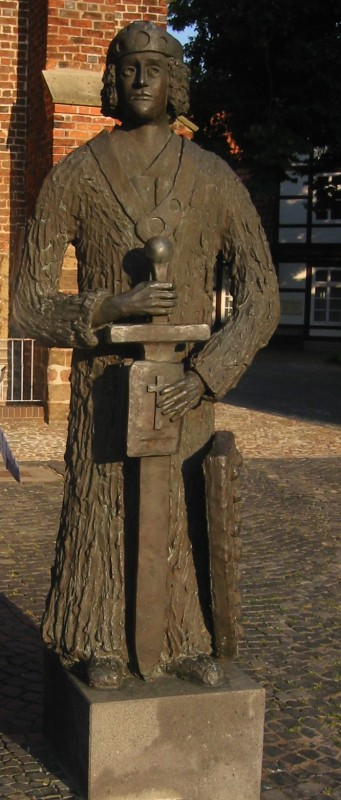
Widukind

- Widukind von Corvey, alt-sächsischer Geschichtsschreiber; Mönch
- Widukind von Rheda, Kreuzritter und Stifter des Klosters Marienfeld
- Widukind von Waldeck († 1269), Bischof von Osnabrück
- Widukind von Wittgenstein († 1272), Abt des Klosters Grafschaft (1258–1272)

### Widv
- Widvey, Thorhild (* 1956), norwegische Politikerin (Høyre), Mitglied des Storting